# Lucio Mariano Brandi
Lucio Mariano Brandi (Sapri, 26 luglio 1918 – 26 maggio 1998) è stato un politico italiano.